# Vaastav: The Reality
Vaastav: The Reality è un film del 1999 diretto da Mahesh Manjrekar.